# Principauté de Serbie
1815–1882
Entités précédentes :
- Empire ottoman

Entités suivantes :
- Royaume de Serbie

La principauté de Serbie (en serbe cyrillique : Кнежевина Србија, en serbe latin Kneževina Srbija) est un ancien État des Balkans créé à la suite des premier (1804-1813) et second soulèvements serbes (1815-1817) et disparu lors de sa transformation en royaume de Serbie en 1882.

## Création

### Première tentative
Le premier soulèvement dirigé par Georges Petrović, surnommé Karageorges (« Georges le Noir »), conduit à une première auto-proclamation, mais non reconnue par l'Empire ottoman. Ce dernier met fin à l'expérience en 1813. 

### Création définitive
La création définitive de la principauté est le fruit de négociations entre le chef du second soulèvement serbe, Miloš Obrenović, et le gouverneur ottoman Marashli Pacha (en), formalisée par un accord non écrit entre les négociateurs. 
Cet accord met fin à la seconde révolte serbe contre les Turcs, et Obrenović réussit à obtenir une autonomie partielle de la Serbie. En 1816, la Sublime Porte reconnut la nouvelle principauté de Serbie dont l'autonomie est précisée par une série de documents juridiques publiés par la Porte en 1828, 1829 et 1830.

## Autonomie
Pendant la majeure partie de son existence, la principauté voit sa souveraineté limitée par les ingérences ottomanes.

### Des frontières instables
Dès la création de la principauté, le territoire serbe n'est pas précisément borné. En 1833, une première délimitation est proposée ; cependant, les disputes entre Serbes et Ottomans sur le tracé de la frontière sont récurrents jusqu'en 1879. En 1878, lors du congrès de Berlin, les frontières sont plus précisément définies, notamment avec la Bulgarie, récemment érigée en principauté autonome. 
Les articles 2 et 36 du traité de Berlin définissent ainsi le tracé de la frontière entre les deux principautés ; sur le terrain, une commission mixte comptant des représentants serbes et bulgares parvient en décembre 1833 à un accord de principe, notamment pour les territoires situés sur le Timok, censé servir de frontière. Cependant, ce cours d'eau a connu entre 1833 et la fin des années 1870 de substantielles modifications de son cours, plaçant des microterritoires dévolus à la Serbie en 1833 en territoire bulgare, et vice-versa. 
Lors des négociations préalables à la paix de San Stefano, les frontières de la principauté constituent une pierre d'achoppement entre la Serbie et la Russie, les représentants russes souhaitant un État bulgare aussi étendu que possible. Ainsi, la délimitation des frontières constituent une source de frictions avec les Bulgares et leurs soutiens russes.
Lors des années suivantes, les tensions entre les deux États deviennent si fortes et les épisodes de rupture des relations si longs que les grandes puissances se saisissent du problème : en 1884, une commission internationale réunit des diplomates austro-hongrois, allemands et russes pour parvenir à une solution définitive ; au fil des années, les micro-problèmes frontaliers avec la Bulgarie se règlent les uns après les autres, aboutissant notamment à la reconnaissance du cours du Timok comme la frontière entre les deux États, la rive gauche appartenant à la Serbie, la rive droite à la Bulgarie.

### Ingérence ottomane
En effet, la principauté est un État vassal de l'Empire ottoman et son monarque doit demander l'accord d'Istanbul pour certains aspects de la politique intérieure. 
Ainsi, dans les années 1850, le prince Alexandre doit solliciter l'accord de la Porte pour la construction de lignes ferroviaires à l'intérieur de la principauté. 

### Versement d'un tribut
Le nouvel État doit continuer à payer un tribut à l’Empire ottoman ; une garnison turque se maintient à Belgrade jusqu’en 1867. Mais, dans les faits, la Serbie s'affirme progressivement comme un État quasiment indépendant. 

### Politique étrangère
En dépit de l'existence de liens entre la principauté et l'Empire ottoman, les responsables de la principauté mettent rapidement en place une politique étrangère propre à la principauté. C'est en effet en 1844 que le rassemblement de tous les Serbes, voire de tous les Slaves du Sud, dans un seul État est acté comme l'objectif stratégique de l'État serbe : dans un premier temps, les responsables serbes se contentent d'unir les Serbes de l'empire ottoman et de créer un État avec un débouché maritime en Albanie, puis dans un second temps, d'unir à ce nouvel État les Serbes de la monarchie des Habsbourg. 
Les responsables serbes à la base de cette politique de longue haleine dotent la principauté des moyens pour leur permettre d'arriver à leurs fins : ces moyens sont définis comme légalistes et sont essentiellement ceux autorisés par la diplomatie traditionnelle. 
Durant les années 1860, à la suite du prince Michel III, des cercles de réflexions nationalistes, serbes comme bulgares imaginent la mise en place d'un État commun avec les Bulgares, alors en pleine révolte, larvée puis ouverte, contre les Ottomans : une monarchie dualiste, fédérale doit ainsi se mettre en place. 

## Gouvernement

### Une monarchie
La principauté est une monarchie dirigée par un prince. Miloš Ier Obrenović, le premier titulaire du titre, adopte une politique autoritaire, appliquant des méthodes proches de celles des Ottomans jusqu'à sa reconnaissance comme prince héréditaire en 1830. 

### Histoire constitutionnelle
Sous la pression de ses conseillers, il promulgue une Constitution en 1835, accordant du pouvoir au Conseil d'État et reformant une assemblée élue avec de faibles pouvoirs. Adoptée par acclamation, la constitution de 1835 est rejetée par la Turquie, la Russie et l’Autriche en raison de son caractère trop libéral. 
Trois ans plus tard, l'Empire ottoman impose aux Serbes une nouvelle Constitution, en vigueur pendant 22 années. Cette constitution, expurgée de toute dimension libérale par de multiples interventions britanniques, russes et ottomanes, est en réalité une copie des textes institutionnels alors en vigueur en Moldavie et en Valachie,. 
En 1869, le suffrage universel masculin est adopté dans la principauté, mais le faible niveau d'instruction de la population rurale en limite les effets.

### Instabilité
Pour limiter les pouvoirs du prince régnant, un Sénat est alors créé, dans lequel entrent les principaux nobles de Serbie, jaloux pour la plupart de l’autorité de Miloš Obrenović. Ils poussent alors Miloš, puis son fils Michel à l'abdication, et appellent au trône Alexandre Karađorđević, fils du héros de la première révolte.
Menés par Ilija Garašanin, le gouvernement et l'administration commencent alors à prendre le pas sur le prince, dirigeant une population essentiellement paysanne, où les lettrés rejoignent l'Église ou l'administration. 
En 1858, rejetant les méthodes intrigantes du ministre, une assemblée populaire démet Alexandre et rappelle le vieux prince Miloš Ier, qui meurt deux ans plus tard, laissant à nouveau la couronne à son fils Michel. Ce dernier maintient l'assemblée populaire, convoquée tous les trois ans mais sans réels pouvoirs. Lorsqu'il est assassiné en 1868, le colonel Milivoje Blaznavac (en) impose à la tête du pays Milan IV, cousin de Michel, âgé de 14 ans. L'homme d'État Jovan Ristić participe à la régence et maintient le caractère autoritaire du régime, restreignant encore la liberté de la presse.

## Soutien des Romantiques

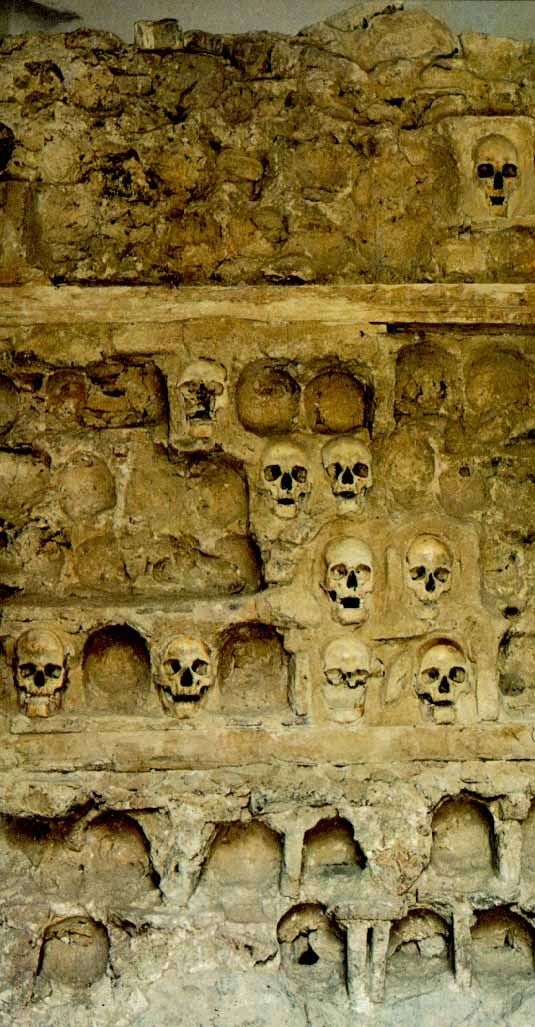
Ćele kula, la « tour aux crânes ».

Après avoir visité la Serbie autonome, le poète français Alphonse de Lamartine fait découvrir aux romantiques, la culture serbe ; en 1833, il fait graver une inscription sur le site de Ćele kula (en serbe cyrillique : Ћеле Кула), la « tour aux crânes », élevée par les Ottomans qui y enchassèrent les crânes des soldats serbes morts à la bataille du mont Čegar (19 mai 1809) : « Qu’ils laissent subsister ce monument ! Il apprendra à leurs enfants ce que vaut l’indépendance d’un peuple, en leur montrant à quel prix leurs pères l’ont payée ». Lamartine fait connaître en France la lutte de la Serbie.
Malgré cela, les Turcs persécutent encore les Serbes dans les territoires qu’ils gardent sous leur contrôle. Les massacres des Serbes inspirent à Victor Hugo, grand défenseur du peuple serbe, un célèbre discours, Pour la Serbie, écrit en 1876. Ce discours est aujourd’hui considéré comme l’un des actes fondateurs de l’idée européenne.

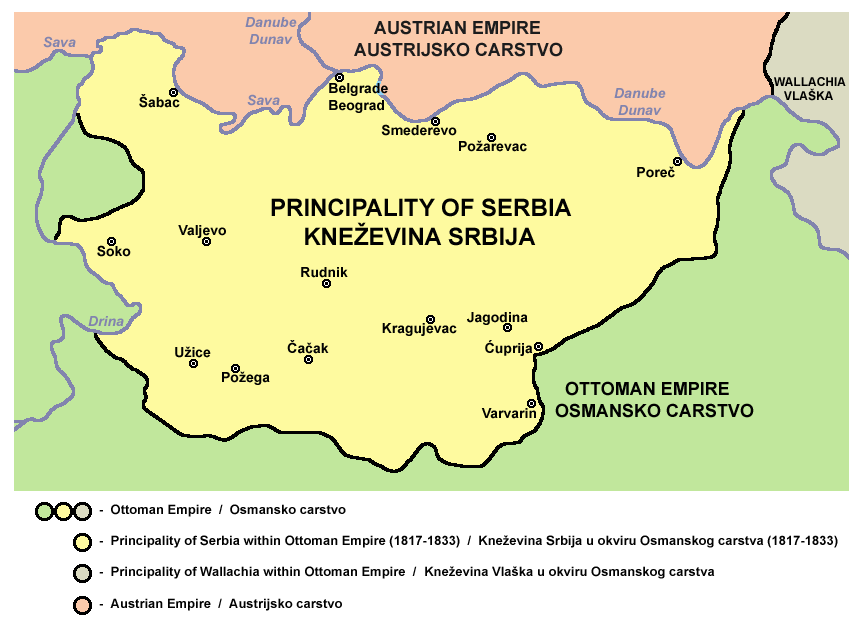
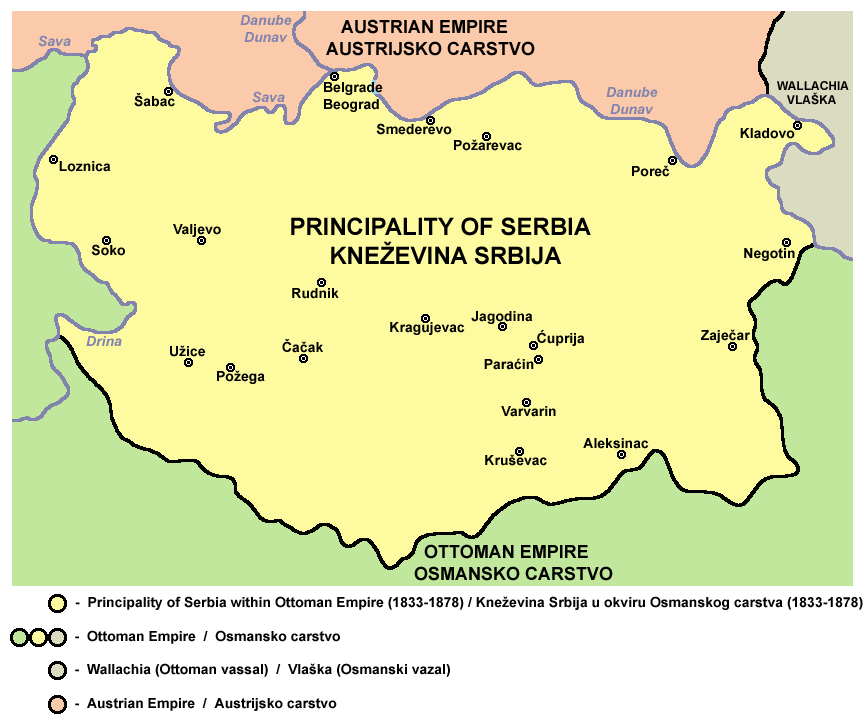

## Principauté indépendante

### Insurrection
Dans les années 1870, les insurrections se multiplient dans l'empire ottoman, de moins en moins solide. En 1877, la principauté se joint à ce mouvement et, alors que l'insurrection est déjà matée en Bulgarie, déclare la guerre à l'empire ottoman. La guerre serbo-turque se solde par une défaite serbe, mais l'armée serbe voit son armée rejointe par des volontaires bulgares et russes, les premiers défaits lors de la répression ottomane des années 1875-1876, les seconds par solidarité panslave,. 

### Guerre d'indépendance
Le conflit russo-turc des années 1877-1878 constitue l'occasion pour la principauté d'acquérir son indépendance pleine et entière. Ainsi, rapidement après le déclenchement des hostilités entre les deux empires, la Serbie mobilise et multiplie les opérations en coordination avec l'état-major russe rapidement installé à Bucarest.
Rapidement, à la suite des succès des coalisés, l'armée serbe est profondément avancée à l'intérieur des territoires ottomans, occupant Sofia et Kyoustendil (Kustendil).

### Indépendance
La Serbie acquiert son indépendance définitive au traité de Berlin en 1878. 
De plus, dans le contexte du congrès de 1878, la principauté acquiert les Sandjaks de Nič, de Pirot et de Vranje.
Dans le cadre de cette indépendance, la principauté hérite des obligations de la Porte sur sa frontière avec la double monarchie. De plus, par une convention avec la double monarchie, le gouvernement serbe a confié à la diplomatie austro-hongroise le soin de défendre les intérêts serbes à Berlin. 

### Mise sous tutelle
La principauté nouvellement indépendante se rapproche de la double monarchie, intégrant le domaine économique de la monarchie danubienne. 
Cette intégration se manifeste également dans le domaine des chemins de fer, la Serbie adoptant rapidement les modalités de fonctionnement des chemins de fer de la double monarchie (écartement des voies, signaux et règles de circulation) ; un accord tarifaire est signé entre les principaux États balkaniques, dont la double monarchie. 

### Royaume
En 1882, la principauté devient indépendante et son prince érige la Serbie en royaume.

## Les princes de Serbie

### Instabilité
Jusqu'en 1882, les souverains serbes sont issus de deux dynasties rivales. 

### Liste des princes de Serbie
- Miloš Ier Obrenović (1815-1839), premier règne,
- Milan Obrenović II (1839), fils du précédent, meurt après un règne de 26 jours,
- Michel Obrenović III (1839-1842), frère du précédent, premier règne,
- Alexandre Karađorđević (1842-1858) changement de dynastie,
- Miloš Ier Obrenović (1858-1860), second règne,
- Michel Obrenović III (1860-1868), second règne,
- Milan Ier de Serbie (1868-1882), petit-neveu du fondateur de la dynastie, proclamé roi en 1882.

### Liens internet
1. ↑  (fr) « Stevan Sindjelic, une légende serbe (1770-1809) », sur orlovi.com, Site de l’association des Orlovi (consulté le 29 avril 2008).
2. ↑  (fr)[PDF] « Victor Hugo, Pour la Serbie, 1876 », sur franceurope.org, La France et l’Europe (consulté le 29 avril 2008) - Texte du discours de Victor Hugo
3. ↑  (fr) « Le visionnaire européen », sur senat.fr, Site officiel du Sénat français (consulté le 29 avril 2008).